# Bitwa wołyńsko-podolska

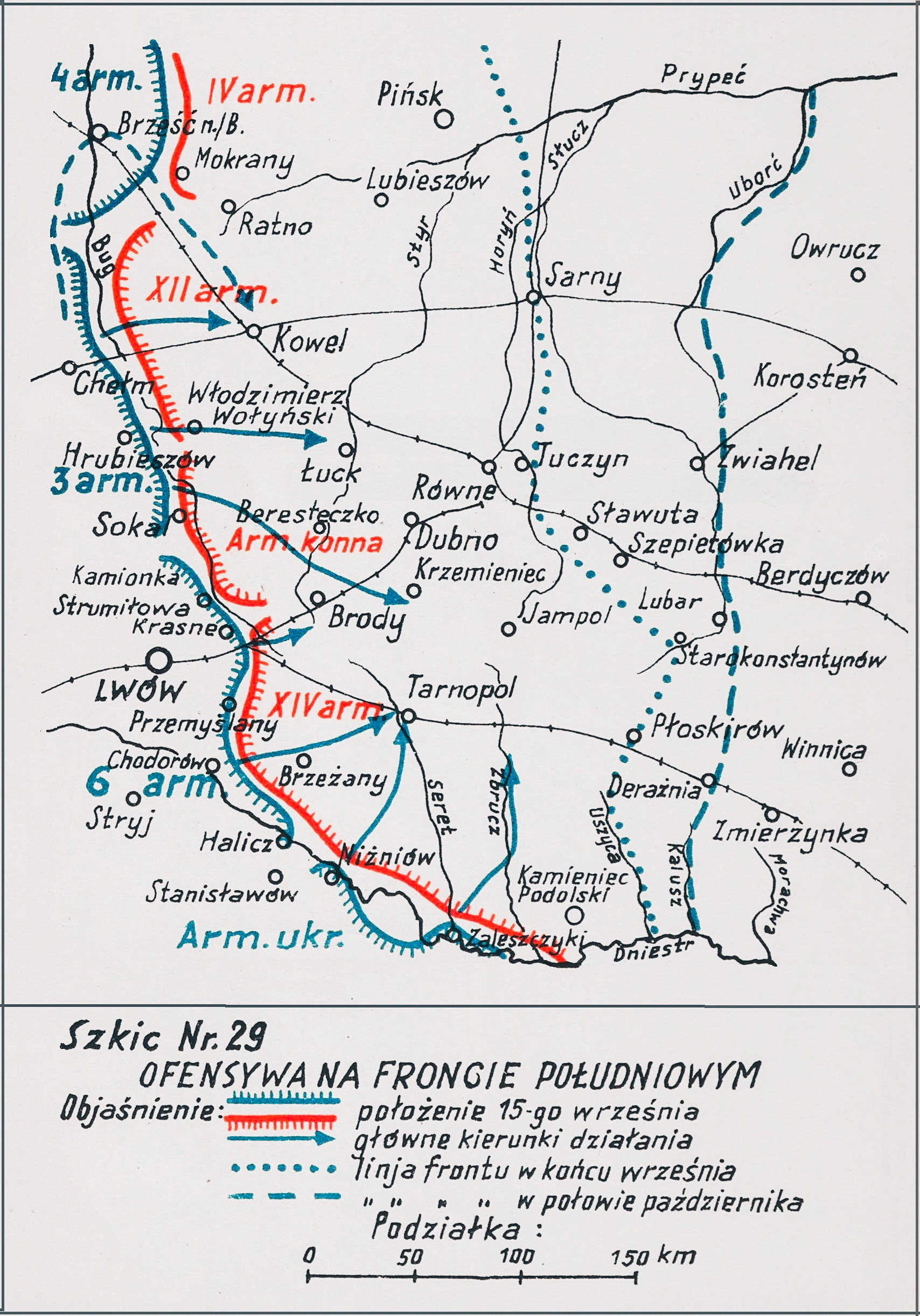
Adam Przybylski,
Wojna Polska 1918–1921

Bitwa wołyńsko-podolska – działania zbrojne Wojska Polskiego i sprzymierzonej Armii Ukraińskiej Republiki Ludowej toczone z Armią Czerwoną na południowym odcinku frontu wschodniego od początku września do połowy października 1920. Była kontynuacją bitwy zamojskiej a zarazem ostatnią fazą operacji lwowskiej.
Przygotowania do tej fazy operacji rozpoczęto na początku września 1920 wraz z przerzucaniem z północy na południowy odcinek frontu kolejnych polskich wielkich jednostek zwolnionych po zwycięstwie w Bitwie Warszawskiej. Bitwa rozpoczęła się na odcinku środkowego Bugu między Włodawą a Sokalem działaniami polskiej 3 Armii, z jednoczesnym podjęciem ofensywy przez 6 Armię, wraz z podporządkowaną jej Armią Czynną URL, na wschód od linii górnego Bugu oraz Gniłej i Złotej Lipy, a także na północ od Dniestru. Obszar działań ograniczony był na zachodzie linią Bugu i Gniłej Lipy, na północy pasem Bagien Poleskich, a na południu linią Dniestru. Bitwa toczyła się na obszarze około 65 000 km². Zasięg działań bojowych Wojska Polskiego wynosił ponad 200 km, a szerokość frontu nieco ponad 300 km.

## Geneza
Po zakończeniu bitwy na przedpolach Warszawy Naczelny Wódz marsz. Józef Piłsudski przybył 2 września do Lublina w celu omówienia z nowym dowódcą 3 Armii gen. Władysławem Sikorskim planu dalszych działań. Ustalono, że 3 Armia ma rozbić siły przeciwnika, które znajdowały się wówczas jeszcze na zachód od Bugu, a dalszym jej zadaniem ma być opanowanie zachodniej części Wołynia. Z kolei 4 września marszałek odbył we Lwowie odprawę z dowódcą 6 Armii gen. Robertem Lamezanem-Salinsem w sprawie całkowitego opanowania Galicji Wschodniej po linię Zbrucza.

## Walczące wojska

### Armia Czerwona
| Front Południowo-Zachodni | Front Południowo-Zachodni     | Front Południowo-Zachodni |
| --- | ----------------------------- | ------------------------- |
| dowódca: Aleksandr Jegorow szef sztabu: Nikołaj Pietin członkowie Rady Rewolucyjnej: Józef Stalin, Siergiej Ciusiew, Reinhold Berzin, Miron Władymirow, Christian Rakówskij |                               |                           |
| Armie | Dywizje/ brygady              | Dowódcy                   |
| 12 Armia Nikołaj Kuźmin | 58 Dywizja Strzelców          | Władimir Popow            |
| 12 Armia Nikołaj Kuźmin | 25 Dywizja Strzelców          | Aleksandr Bachtin         |
| 12 Armia Nikołaj Kuźmin | 7 Dywizja Strzelców           | Aleksandr Golikow         |
| 12 Armia Nikołaj Kuźmin | 44 Dywizja Strzelców          | Iwan Dubowoj              |
| 12 Armia Nikołaj Kuźmin | 24 Dywizja Strzelców          | N. Kozyriew               |
| 12 Armia Nikołaj Kuźmin | Baszkirska Brygada Kawalerii  | Aleksandr Gorbatow        |
| 1 Armia Konna Siemion Budionny | 4 Dywizja Kawalerii           | Siemion Timoszenko        |
| 1 Armia Konna Siemion Budionny | 6 Dywizja Kawalerii           | Grigorij Baturin          |
| 1 Armia Konna Siemion Budionny | 11 Dywizja Kawalerii          | Fiodor Morozow            |
| 1 Armia Konna Siemion Budionny | 14 Dywizja Kawalerii          | Aleksandr Parchomienko    |
| 1 Armia Konna Siemion Budionny | Specjalna Brygada Kawalerii   |                           |
| 14 Armia Michaił Mołkoczanow | 45 Dywizja Strzelców          | Iona Jakir                |
| 14 Armia Michaił Mołkoczanow | 47 Dywizja Strzelców          | M.E. Miedwiediew          |
| 14 Armia Michaił Mołkoczanow | Brygada Kawalerii Kotowskiego | Grigorij Kotowski         |
| 14 Armia Michaił Mołkoczanow | 60 Dywizja Strzelców          | Nikołaj Krapiwianski      |
| 14 Armia Michaił Mołkoczanow | 8 Dywizja Kawalerii           | Witalij Primakow          |
| 14 Armia Michaił Mołkoczanow | 41 Dywizja Strzelców          | Żan Zonberg               |

### Wojsko Polskie
Wojsko Polskie na froncie południowym zorganizowane było w dwie armie. Operowała tu również Armia Czynna URL i formacje białoruskie gen. Bałachowicza. Dwie armie polskie podlegały Naczelnemu Wodzowi marsz. Józefowi Piłsudskiemu, poprzez sprawującego dowództwo na tym odcinku frontu szefa Sztabu Generalnego gen. Tadeusza Rozwadowskiego.
| 3 Armia | 3 Armia                     | 3 Armia                     |
| --- | --------------------------- | --------------------------- |
| dowódca: gen por. Władysław Sikorski, szef sztabu: ppłk pd. szt. gen. Władysław Bortnowski                                                             |                             |                             |
| Grupy operacyjne | Dywizje/brygady             | Dowódcy                     |
| Grupa operacyjna gen. Fr. Krajowski | 7 Dywizja Piechoty          | gen. Karol Schubert         |
| Grupa operacyjna gen. Fr. Krajowski | 18 Dywizja Piechoty         | gen. Franciszek Krajowski   |
| Grupa operacyjna gen. Fr. Krajowski | Dońska Brygada Kozacka      | mjr Aleksandr Salnikow      |
| Grupa operacyjna gen. Fr. Krajowski | 214 pułk ułanów             |                             |
| Grupa operacyjna gen. Fr. Krajowski | Grupa gen. Bałachowicza     | Stanisław Bułak-Bałachowicz |
| Grupa operacyjna gen. Stanisław Haller Adam Nowotny | 9 Dywizja Piechoty          | gen. Mieczysław Trojanowski |
| Grupa operacyjna gen. Stanisław Haller Adam Nowotny | 13 Dywizja Piechoty         | gen. Adam Nowotny           |
| Grupa operacyjna gen. Stanisław Haller Adam Nowotny | Korpus Jazdy                | płk. Juliusz Rómmel         |
| Grupa operacyjna gen. Lucjan Żeligowski | 10 Dywizja Piechoty         | gen. Lucjan Żeligowski      |
| Grupa operacyjna gen. Lucjan Żeligowski | Kubańska Brygada Kawalerii  | esauł Wadim Jakowlew        |
| Odwód Armii | 2 Dywizja Piechoty Legionów | płk Michał Żymierski        |
| 6 Armia |                             |                             |
| dowódca: gen. Robert Lamezan de Salins, od 11 IX gen. Stanisław Haller szef sztabu: płk szt. gen. Jan Tbullie, po nim płk szt. gen. Julian Stachiewicz |                             |                             |
| Grupy operacyjne | Dywizje/brygady             | Dowódcy                     |
| Grupa operacyjna gen. Wł. Jędrzejewski | 4 Dywizja Piechoty          | płk Ferdynand Zarzycki      |
| Grupa operacyjna gen. Wł. Jędrzejewski | 5 Dywizja Piechoty          | płk Paweł Szymański         |
| Grupa operacyjna gen. Wł. Jędrzejewski | 6 Dywizja Piechoty          | gen. Mieczysław Linde       |
| Grupa operacyjna gen. Franciszek Latinik | 8 Dywizja Piechoty          | gen. Stanisław Bukacki      |
| Grupa operacyjna gen. Franciszek Latinik | 12 Dywizja Piechoty         | gen. Marian Januszajtis     |
| Grupa operacyjna gen. Franciszek Latinik | 1 Brygada Jazdy             | płk Janusz Głuchowski       |
| Armia Czynna URL |                             | gen. Mychajło Pawlenko      |

Na podstawie rozkazu Naczelnego Dowództwa Wojska Polskiego z 26 września 1920 3 Armia na Wołyniu została rozwiązana, a jej sztab z gen. Władysławem Sikorskim objął dowodzenie „nową” 3 Armią na Wileńszczyźnie. Z odcinka południowego na kierunek niemeński odeszły: 2 Dywizja Piechoty Legionów, 18 Dywizja Piechoty, Grupa gen. Bałachowicza, 4 Dywizja Piechoty oraz 10 i 9 Dywizja Piechoty. Na podstawie rozkazu Naczelnego Dowództwa WP z 28 września 1920 na Wołyniu i Podolu utworzona została nowa 6 Armia pod dowództwem gen. Stanisława Hallera.
| 6 Armia                                                                      | 6 Armia             | 6 Armia                         |
| ---------------------------------------------------------------------------- | ------------------- | ------------------------------- |
| dowódca: gen. Stanisław Haller szef sztabu: płk szt. gen. Julian Stachiewicz |                     |                                 |
| Grupy operacyjne                                                             | Dywizje/ brygady    | Dowódcy                         |
| Grupa wołyńska gen. Władysław Jędrzejewski                                   | 7 Dywizja Piechoty  | gen. Karol Schubert             |
| Grupa wołyńska gen. Władysław Jędrzejewski                                   | 13 Dywizja Piechoty | gen. Adam Nowotny               |
| Grupa wołyńska gen. Władysław Jędrzejewski                                   | Korpus Jazdy        | płk Juliusz Rómmel              |
| Grupa południowa gen. Franciszek Latinik                                     | 5 Dywizja Piechoty  | płk Paweł Szymański             |
| Grupa południowa gen. Franciszek Latinik                                     | 6 Dywizja Piechoty  | gen. Mieczysław Linde           |
| Grupa południowa gen. Franciszek Latinik                                     | 8 Dywizja Piechoty  | gen. Stanisław Burhardt-Bukacki |
| Grupa południowa gen. Franciszek Latinik                                     | 12 Dywizja Piechoty | gen. Marian Januszajtis-Żegota  |
| Grupa południowa gen. Franciszek Latinik                                     | 1 Brygada Jazdy     | płk Janusz Głuchowski           |
| Armia Czynna URL gen. Mychajło Pawlenko                                      | 1 Dywizja Strzelców | gen. A. Hułyj-Hułenko           |
| Armia Czynna URL gen. Mychajło Pawlenko                                      | 2 Dywizja Strzelców |                                 |
| Armia Czynna URL gen. Mychajło Pawlenko                                      | 3 Dywizja Strzelców | gen. Ołeksandr Udowyczenko      |
| Armia Czynna URL gen. Mychajło Pawlenko                                      | 4 Dywizja Strzelców |                                 |
| Armia Czynna URL gen. Mychajło Pawlenko                                      | 5 Dywizja Strzelców | płk Andrij Dołud                |
| Armia Czynna URL gen. Mychajło Pawlenko                                      | Dywizja Kawalerii   |                                 |

## Ugrupowanie wojsk przed bitwą
2 września, jeszcze w czasie walk pod Zamościem, Naczelne Dowództwo Wojska Polskiego zdecydowało, iż 3. i 6 Armia, po stosownym przegrupowaniu, około 10 września podejmą większą akcję zaczepną w kierunku wschodnim celem „nie tylko odrzucenia nieprzyjaciela poza granice Małopolski, lecz także rozbicia i zdezorganizowania jego sił tak, aby później można było utrzymać front przy użyciu słabych sił własnych". Dyrektywa z 7 września nakazywała dążyć do „doprowadzenia konnej armii do zupełnej dezorganizacji i rozbicia. Osiągnąć to można przez pościg za wszelką cenę i bez wytchnienia". Zadanie to miała wykonać 3 Armia, wychodząc nad Stochód i Styr, zajmując Kowel i Łuck. 6 Armia miała zaś prowadzić aktywną obronę na linii Bug–Gniła Lipa–Świrz, i dalszą akcję uzależnić od postępów 3 Armii. Wojska obu armii dokonały niezbędnych przegrupowań i pod koniec pierwszej dekady września były gotowe do działań.
3 Armia gen. Władysława Sikorskiego stała rozwinięta nad Bugiem w kierunku Wołynia. Posiadała około 81 000 żołnierzy, w tym w stanie bojowym 36 900 „bagnetów” i 3800 „szabel” oraz 340 dział i 820 ciężkich karabinów maszynowych.
6 Armia gen. Roberta Lamezan-Salinsa osłaniała kierunek na Lwów i Mikołajów, a Armia Czynna URL – linię Dniestru po granicę rumuńską. Razem siły sprzymierzone liczyły około 105 000 ludzi, w tym 43 500 „bagnetów”, 4500 „szabel” oraz 180 dział i 834 ciężkie karabiny maszynowe.
Naprzeciw wojsk polskich i ukraińskich stało lewe skrzydło Frontu Zachodniego Michaiła Tuchaczewskiego: 12 Armia Nikołaja Kuźmina i 1 Armia Konna Siemiona Budionnego oraz prawe skrzydło Frontu Południowo-Zachodniego Aleksandra Jegorowa – 14 Armia Michaiła Mołkoczanowa. Łącznie siły sowieckie liczyły około 75 000 żołnierzy, w tym w stanie bojowym 22 000 „bagnetów” i 15 500 „szabel” oraz 212 dział i 1186 ciężkich karabinów maszynowych.

## Działania 3 Armii w pierwszej fazie bitwy

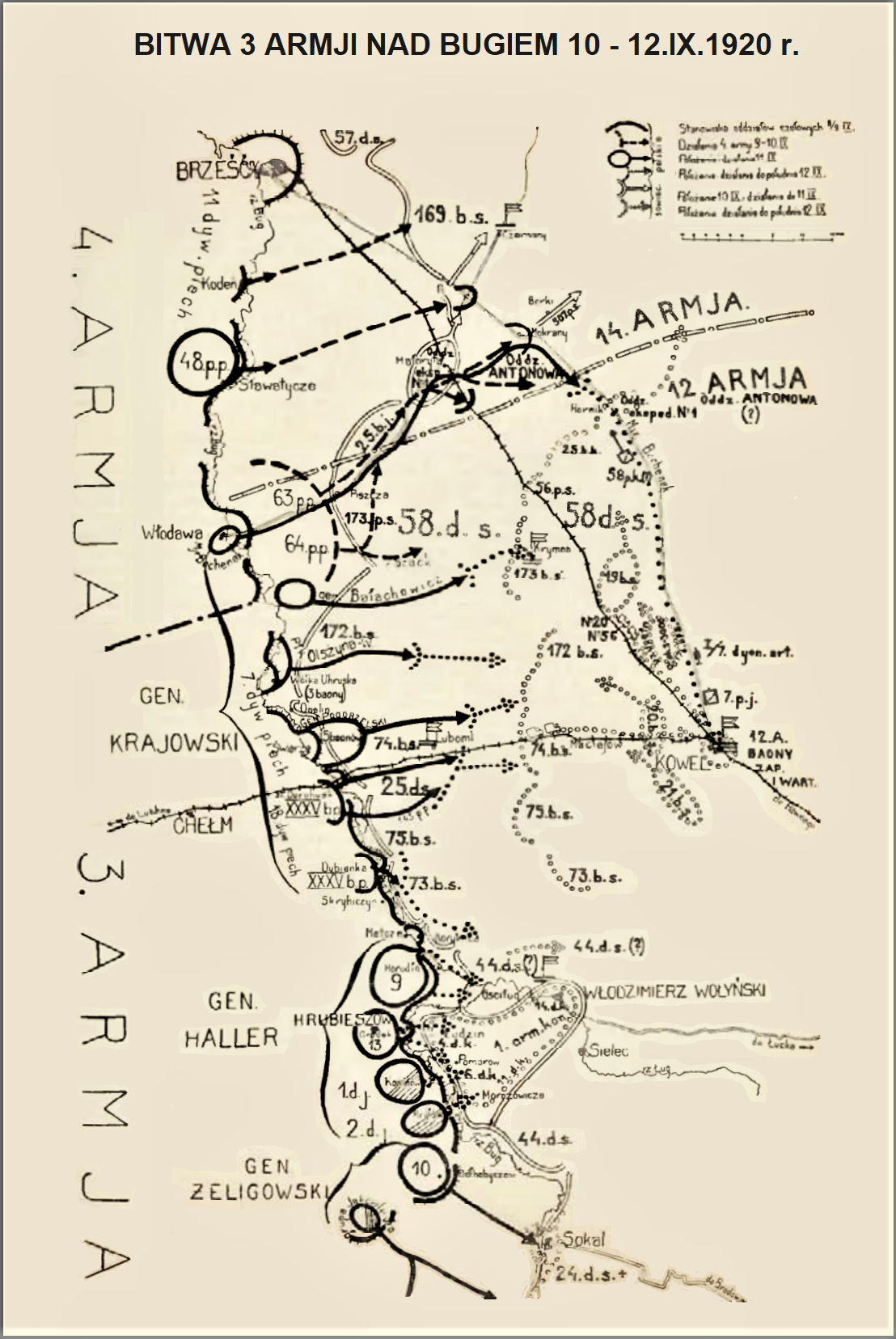
Działania wojsk 10–12 września

Na podstawie dyspozycji operacyjnych Naczelnego Dowództwa WP dowódca 3 Armii gen. Władysław Sikorski wydał podległym wojskom rozkaz operacyjny, w którym stwierdził: Zadanie armii nie polega tylko na rozbiciu i zajęciu pewnych miejscowości, lecz przede wszystkim na rozbiciu i doszczętnym zniszczeniu Armii Konnej Budionnego i 12 Armii sowieckiej oraz na zepchnięciu rozbitych części tych armii na błota górnej Ikwy (rejon Dubno-Krzemieniec), gdzie przy współudziale 6 Armii powinny one ulec końcowej likwidacji.
Plan działania 3 Armii zakładał wyjście jej oddziałów na linię Stochód–Styr, z jednoczesnym opanowaniem Kowla i Łucka. Gen. Sikorski nie zamierzał uderzać od czoła na ugrupowania wojsk sowieckich, lecz planował działania na trzech oddzielnych kierunkach. W tym celu powołał dwa związki operacyjne: północny i południowy. Związkiem północnym (7 i 18 Dywizja Piechoty, 214 pułk ułanów, Grupa Bałachowicza i brygada kozaków dońskich) dowodził gen. Franciszek Krajowski, który miał nacierać z rejonu Dorohuska wzdłuż toru kolejowego na Kowel, współdziałając od północy z grupą pancerną mjr. Włodzimierza Mazura-Bochenka. Związkiem południowym (9 i 13 Dywizja Piechoty, Korpus Jazdy płk. Rómmla) dowodził początkowo gen. Stanisław Haller, a od 10 września 1920 gen. Adam Nowotny. Ten drugi związek operacyjny, współdziałający od południa z 10 Dywizją Piechoty i brygadą esauła Jakowlewa, miał uderzyć wzdłuż osi Hrubieszów–Włodzimierz Wołyński–Łuck.

### Działania na Kowel
Główne zadanie uderzenia na Kowel, organizowane wspólnie z 4 Armią gen. Leonarda Skierskiego, powierzono Grupie Operacyjnej gen. Franciszka Krajowskiego. 10 września ruszyła ofensywa. Początkowo prowadzona była przy niewielkim oporze przeciwnika. 11 września oddziały polskie przekroczyły Bug na północ od Hrubieszowa.
W tym czasie grupa okrążająca 3 Armii miała wejść w pas działania 4 Armii i przez Mokrany wyjść na skrzydło i tyły wojsk sowieckich ześrodkowanych w rejonie Kowla, a siły główne GO gen. Krajowskiego uderzały wzdłuż drogi i linii kolejowej Dorohusk–Luboml–Maciejów–Kowel. Północne skrzydło stanowiła 7 Dywizja Piechoty gen. Schuberta, centrum – XXXVI Brygada Piechoty gen. Wróblewskiego, a południowe skrzydło – XXXV BP.   
Grupa Operacyjna gen. Żeligowskiego 12 września zajmowała linię Krystynopol–Sokal, a grupa pancerno-motorowa mjr. Włodzimierza Bochenka, wykorzystując luki w ugrupowaniu 12 Armii, kierowała się z Włodawy wzdłuż linii kolejowej Brześć–Kowel. Pod wieczór 11 września dotarła do skrzyżowania szosy Włodawa–Kobryń i Brześć–Kowel.
W czasie, kiedy walczono o Kowel, XXXVI BP rozbiła czołowe oddziały sowieckich 25 i 58 DS i rozwijała natarcie na Maciejów, a XXXV BP kierowała się bardziej na południe, aby uderzyć na oddziały sowieckie cofające się z Włodzimierza Wołyńskiego.
Rankiem 13 września do Kowla od północnego zachodu zbliżyły się oddziały wydzielone 7 Dywizji Piechoty, a od zachodu i południa bataliony 18 DP. O 12:00 13 września nastąpiło spotkanie oddziału mjr. Bochenka z czołówkami sił głównych GO gen. Krajowskiego.

### Działania na kierunku Włodzimierz Wołyński Łuck, Równe

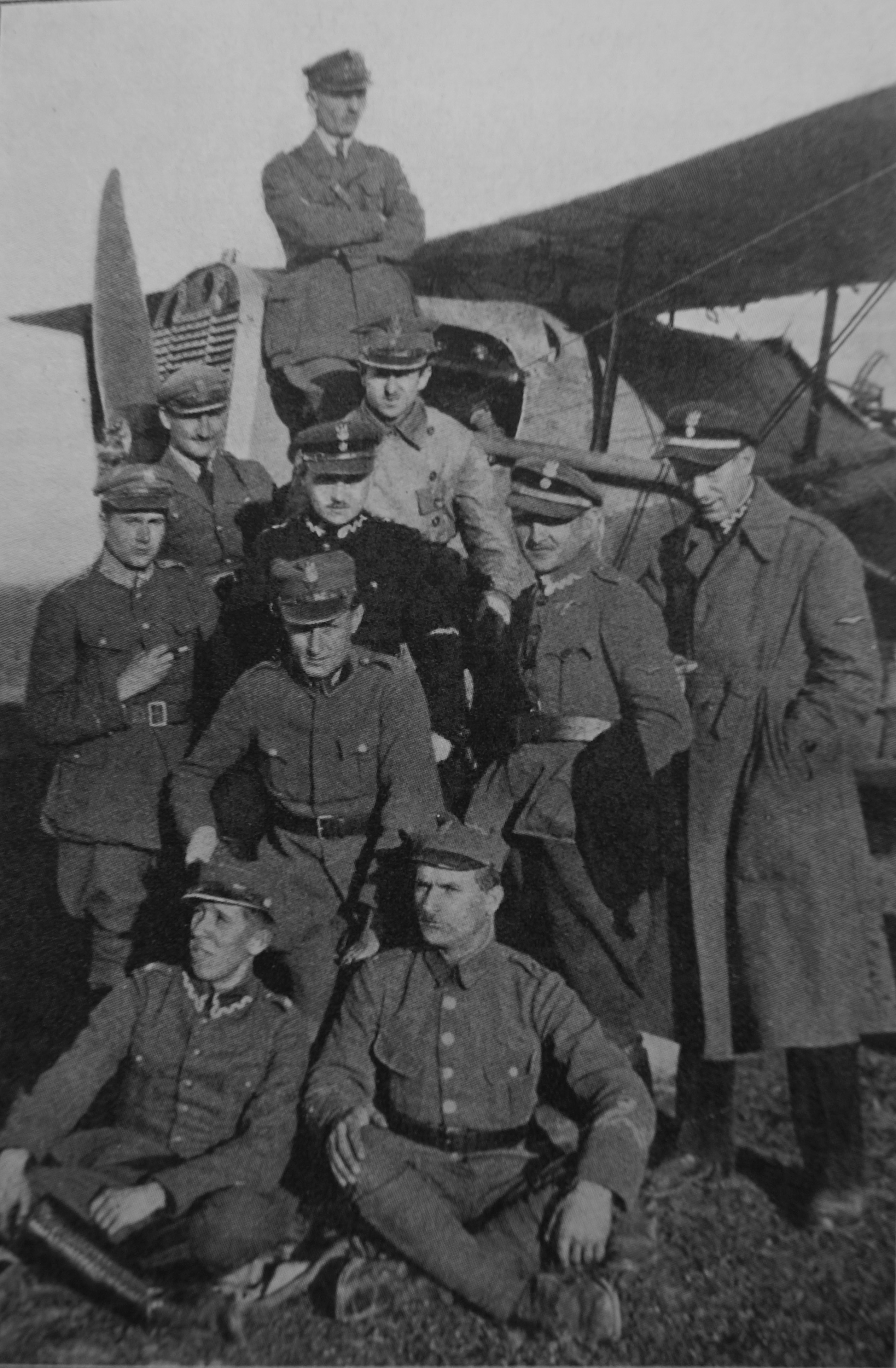
Personel 9 eskadry wywiadowczej we wrześniu 1920 w Łucku

W kierunku na Włodzimierz Wołyński–Łuck, uderzała GO gen. Stanisława Hallera. Dywizje jazdy miały wykonać głębokie obejście od strony południowej, wyjść na zachód od miasta, by na wysokości Torczyna zamknąć okrążenie. 13 Dywizja Piechoty miała uderzać na Włodzimierz Wołyński od strony południowo–zachodniej i zachodniej, a 9 DP od strony zachodniej i północno-zachodniej.
Wieczorem 12 września 13 Dywizja Piechoty zajęła rejon wyjściowy na wschód od Werchnowa, a 9 Dywizja Piechoty pod Uściługiem i Chotiaczowem. 13 września Grupa gen. Adama Nowotnego przeszła do natarcia. 13 DP atakowała w dwóch kolumnach przez Zimno i Suchodoły, a 9 DP również w 2 kolumnach, od Uściługa i od Chotiaczowa. Obie dywizje jazdy miały zamknąć okrążenie od południowego wschodu. Jeszcze w tym samym dniu Włodzimierz Wołyński został zdobyty.
W pościgu za nieprzyjacielem jednostki piechoty nie zachowały jednak należytego tempa, a 1 i 2 Dywizja Jazdy nie zdążyła wyprzedzić uchodzących na wschód wojsk sowieckich i zamknąć okrążenia. Pobite jednostki 6. i 14 Dywizji Kawalerii oraz 44 Dywizji Strzelców uniknęły okrążenia uchodząc północną i południową stroną traktu na Łuck, częściowo drogami wzdłuż linii kolejowej na Kowel. Na południe od Włodzimierza Wołyńskiego główny kierunek odwrotu Sowietów prowadził przez Poryck, Świniuchy, Ławrów. Aby uniemożliwić przeciwnikowi zorganizowanie oporu na Styrze, gen. Władysław Sikorski wydał rozkaz opanowania Łucka. 16 września, działający na styku sowieckich 12 i 14 Armii Korpus Jazdy płk. Juliusza Rómmla, przy słabym oporze przeciwnika, sforsował Styr na południe od Łucka i ruszył na Równe. Wieczorem korpus dotarł do Stubli. W tym czasie pod Równem koncentrowała się 1 Armia Konna Siemiona Budionnego. Miała tam dokonać reorganizacji i przygotować się do akcji zaczepnej przeciwko wojskom polskim.
18 września Korpus Jazdy płk. Rómmla zdobył Równe i Zdołbunów. Pokrzyżowało to plany dowództwa sowieckiego, które planowało koncentrację wszystkich sił Budionnego właśnie w tym rejonie. Zdemoralizowana konnica sowiecka cofała się na Zwiahel, a patrole wysłane na rozpoznanie stwierdziły, że 4 Dywizja Kawalerii była w rejonie Turczyna, 11 Dywizja – Hoszczy, zaś 6 Dywizja Kawalerii w rejonie Buhrynia.

### Działania w rejonie Sokala
Na południowym skrzydle 3 Armii rozmieszczona była GO gen. Żeligowskiego. 11 września jej oddziały przeszły do natarcia, a w następnym dniu XX Brygada Piechoty opanowała mosty w Sokalu i Zabużu, a Kubańska Brygada Kawalerii podeszła pod Krystynopol. Jednakże sowiecka 24 Dywizja Strzelców odrzuciła polskie oddziały na zachodni brzeg Bugu i uchwyciła przyczółek. Dopiero 13 września oddziały gen. Żeligowskiego opanowały rejon Sokala i rozpoczęły pościg w kierunku wschodnim.

### Zatrzymanie pościgu i rozwiązanie 3 Armii
19 września dowódca 3 Armii wydał rozkaz zaniechania dalszego pościgu. Rozkaz nakazywał jednak prowadzenie działań pozornych: [...] nie awizować nieprzyjacielowi zaniechania pościgu, który należy jak najdalej demonstrować [...]. W rzeczywistości było to wykonanie dyrektyw szefa Sztabu Generalnego gen. Tadeusza Rozwadowskiego, który nakazywał 3 Armii przygotowanie się do działań w ramach planowanej na północy operacji niemeńskiej.
Skierowanie GO gen. Krajowskiego do uderzenia na Janów i Pińsk, decyzja wycofania z frontu 9. i 10 Dywizji Piechoty oraz przerzucenie Dońskiej BK i 214 p.uł. na kierunek Sarny–Olewsk, gwałtownie zmieniło zadania i charakter operacji 3 Armii. 7 Dywizja Piechoty, oprócz swojego, przejęła pas działania wycofanej 18 DP i otrzymała zadanie opanowania do 25 września Sarn, a 13 DP i Korpus Jazdy prowadziły działania demonstracyjne wzdłuż Horynia, od Aleksandrii przez Równe do Ostroga, Zasławia i Szepetówki. 3 Armia jako jednostka organizacyjna na Wołyniu została rozwiązana, a rozkazem Naczelnego Wodza z 26 września 1920 utworzono „nową” 3 Armię, także pod dowództwem gen. Władysława Sikorskiego, z zadaniem osłony od strony Wilna i Mołodeczna uderzenia oskrzydlającego 2 Armii gen. Edwarda Śmigłego-Rydza w bitwie niemeńskiej.

## Działania 6 Armii

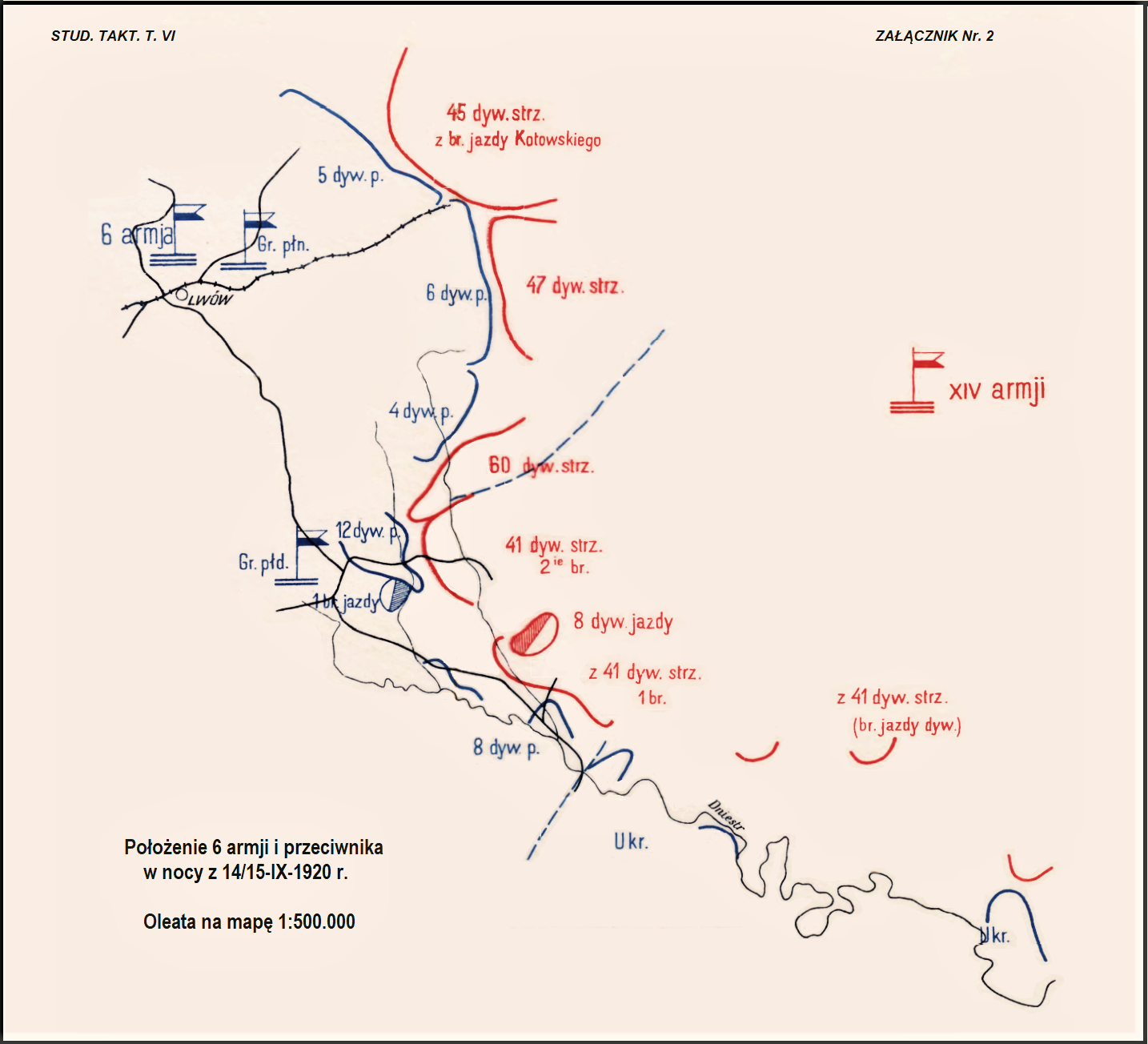
Ugrupowanie polskiej 6 Armii i sowieckiej 14 Armii tuż przed ofensywą

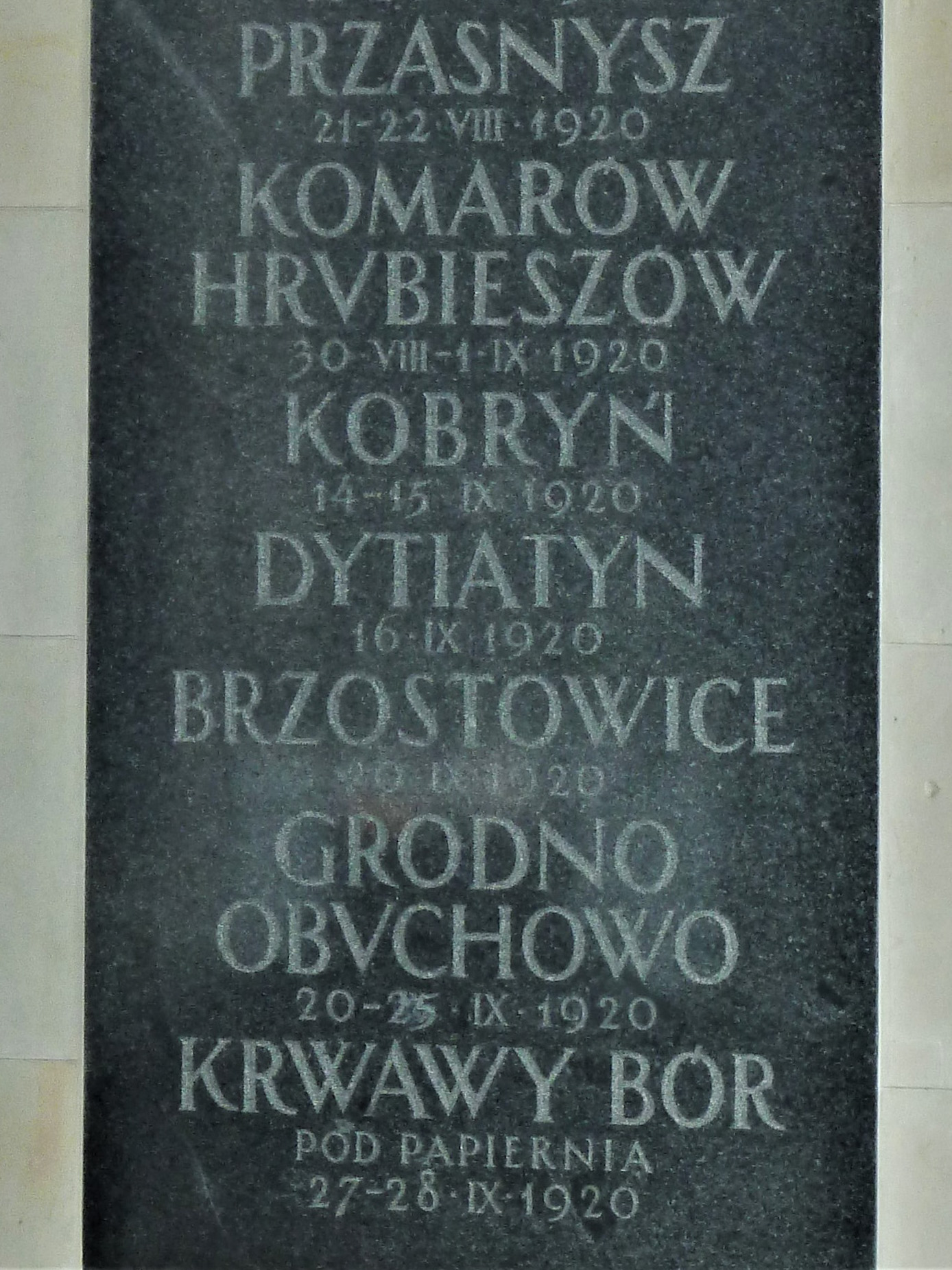
Grób Nieznanego Żołnierza w Warszawie – Upamiętnienie bitwy DYTIATYN 16·IX·1920

### W międzyrzeczu Gniłej i Złotej Lipy
Rankiem 14 września jednostki 6 Armii rozpoczęły ofensywę. Grupa operacyjna gen. Franiszka Latinika główne uderzenie wykonała na kierunku Rohatyn–Brzeżany. Rozwinięta na południu 8 Dywizja Piechoty zaatakowała pod Haliczem i po przekroczeniu Dniestru 15 września opanowała stację kolejową i rozległy przyczółek. Jej XV Brygada Piechoty, sforsowawszy po kładkach Dniestr pod Jezupolem, obeszła obronę sowiecką i wsparła oddziały polskie pod Haliczem oraz sąsiednią dywizję ukraińską. Armia URL w pierwszym dniu operacji nie odniosła znaczącego sukcesu. Dopiero następnego dnia udało się jej sforsować Dniestr i rozwinąć natarcie na Buczacz i Czortków.
16 września czołowe oddziały Grupy gen. Latainika postępowały szybko na północny wschód, nie napotykając większego oporu. 12 Dywizja Piechoty zbliżała się do brzegu Złotej Lipy, na odcinku Brzeżany–Litiatyn, a 8 DP sforsowała rzekę w rejonie Zawałowa. Zgrupowana na północnym skrzydle armii Grupa operacyjna gen. Władysława Jędrzejewskiego pierwszego dnia ofensywy ograniczała się tylko do wiązania sił sowieckich na zajmowanych rubieżach. W czasie zbliżania się do przepraw na Złotej Lipie w rejonie Bożykowa doszło do boju III batalionu 13 pułku piechoty z oddziałami 8 Dywizji Kawalerii Czerwonych Kozaków. Bój pod Dytiatynem przeszedł do tradycji wojskowości jako „Polskie Termopile”.
Po przełamaniu pierwszej linii obrony jednostki polskie przeszły do działań pościgowych. W związku z tym, nowy dowódca 6 Armii gen. Stanisław Haller rozkazał: marsz Grupy Południowej musi być forsowany wszystkimi środkami z największym wysiłkiem żołnierza, który wiedzieć musi, że tylko tym sposobem pobije, a nie tylko odepchnie nieprzyjaciela. Po osiągnięciu przez Grupę Południową Brzeżan i Podhajec nakazuję bez zatrzymania dalszy forsowny pościg nieprzyjaciela w kierunku Zborów–Tarnopol, oba punkty włącznie dla Grupy Południowej. Jednocześnie sprecyzował zadnie dla Grupy gen. Jędrzejewskiego: 4 Dywizja Piechoty miała opanować Załoźce i przeciąć szosę Brody–Tarnopol, a 5 i 6 Dywizja Piechoty, działając wspólnie, uderzyć na Brody i rozbić koncentrujące się tam oddziały Grupy Operacyjnej Jony Jakira. By to osiągnąć, należało ściśle współdziałać z uderzającą od zachodu 3 Armią. Współdziałanie z Armią URL dowódca 6 Armii pozostawił w gestii Grupy Operacyjnej gen. Latinika, która jednocześnie wykonywała głęboki manewr okrążający na Tarnopol. W miarę jak oddziały polskie przyspieszały, powiększała się luka między nimi a Armią URL, która kierowała się na Zbrucz.

### Walki przed Horyniem i Zbruczem

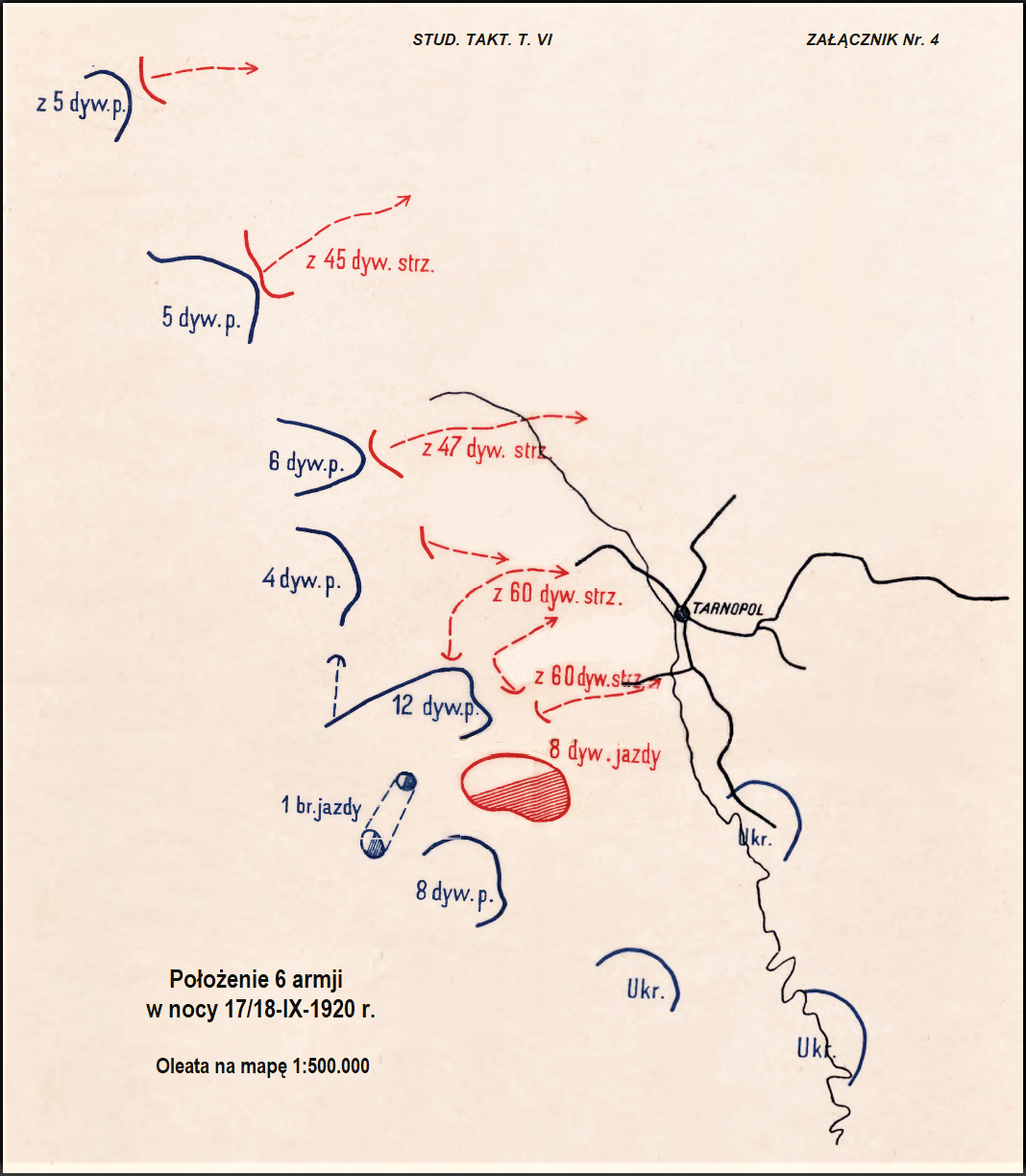
Położenie 6 Armii i sowieckiej 14 Armii w nocy z 16 na 17 września

W trójkącie Kowel–Łuck–Sokal jednostki polskiej 3 Armii wzięły do niewoli kilka tysięcy jeńców sowieckich i zdobyły duże ilości sprzętu wojskowego, ale sowieckie dywizje zachowywały nadal zwartą strukturę, uniknęły okrążenia i całkowitego zniszczenia.
17 września dowódca 3 Armii gen. Władysław Sikorski wspólnie z dowódcą 6 Armii gen. Stanisławem Hallerem podjęli jeszcze jedną próbę osaczenia sowieckich dywizji. Manewr okrążenia ze strony 3 Armii realizowały trzy zgrupowania. Grupa ppłk. Romualda Wolikowskiego w składzie XVII Brygada Piechoty z dywizjonem samochodów pancernych, baterią artylerii oraz dywizją jazdy uderzała z rejonu Łucka na Dubno. Po opanowaniu Dubna ppłk. Wolikowski miał skierować dywizję jazdy do Krzemieńca, w celu wydłużenia ramienia okrążenia od północnego wschodu i nawiązania łączności taktycznej z atakującymi od strony Tarnopola oddziałami 6 Armii. Druga grupa, wydzielona z 13 Dywizji Piechoty, miała uderzać wprost na Równe, a trzecia, pod dowództwem gen. Franciszka Krajowskiego, miała nacierać z rejonu Rożyszcze–Kiwerce w kierunku na Kołki i odciąć drogę oddziałom sowieckim, które uchodziły po klęsce w rejonie Kowla i Turyjska. Dyrektywy Naczelnego Dowództwa Armii Czerwonej zdawały się sprzyjać polskim planom osaczenia wojsk 12., 14 Armii oraz 1 Armii Konnej. Zostały im wyznaczone rejony obrony i koncentracji akurat w miejscach, które generałowie Sikorski i Haller przewidywali do okrążenia.
18 września grupa ppłk. Wolikowskiego zdobyła Młynów, Korpus Jazdy opanował Klewań, a grupa operacyjna gen. Krajowskiego podeszła do Kołków.
W 6 Armii Grupa gen. Jędrzejewskiego uderzyła na Brody, Grupa gen. Latinika osiągnęła rejon Tarnopola, a Armia URL gen. Pawlenki zbliżyła się do rubieży Trembowla–Skałat. Pierścień polskiego okrążenia zaczął się zaciskać.
W tym dniu Polacy opanowali Równe. Do miasta wkroczył 1 pułk szwoleżerów z 6 Armii, a za nim pododdziały 13 Dywizji Piechoty z 3 Armii.
Tego dnia 35 pułk piechoty z grupy ppłk. Wolikowskiego doszedł pod Dubno, a rankiem, w walce na bagnety, opanował miasto, blokując drogi odwrotu i szlak kolejowy na Zdołbunów. W efekcie pobite i wyparte przez 5 i 6 DP z rejonu Brodów oddziały sowieckie północnego skrzydła 14 Armii zaczęły kierować się na Krzemieniec i Wiśniowiec, by stamtąd dostać się na przeprawy przez Horyń w rejonie Jampola, Lachowiec, Zasławia i Ostroga. Na przeprawę przez Zbrucz w Podwołoczyskach kierowały się oddziały południowego skrzydła 14 Armii.
W rejonie Wiśniowca, Krzemieńca i Szumska zaczęły krzyżować się trasy chaotycznego odwrotu oddziałów sowieckich, ale i oddziały polskie prowadziły pościg w sposób równie chaotyczny. Powstała niebezpieczna sytuacja, bo marszruty obu grup operacyjnych polskiej 6 Armii mogły się na siebie nałożyć. Dla ratowania sytuacji krzyżujących się tras, 12 DP została zatrzymana pod Tarnopolem, aby mogła bezkolizyjnie przejść 4 DP, a następnie została zatrzymana 4 DP, aby mogła przejść 8 DP. 19 września generał Stanisław Haller zatrzymał w odwodzie 6 DP i przeniósł do drugiego rzutu 12 DP, by następnie zamknąć przy jej pomocy lukę na styku z Armią URL.
Sporo czasu pochłonęło porządkowanie tras, kolumn bojowych, sztabów i rzutów kwatermistrzowskich. Po opanowaniu Krzemieńca 6 Dywizja Piechoty przeszła do I rzutu, a 4 DP do odwodu armii. 5 Dywizja Piechoty została skierowana na Zasław, 6 DP na Ostróg, 8 DP z 1 BJ przez Jampol także maszerowała na Zasław.
20 września 8 DP pobiła pod Łanowcom ubezpieczenia tylne 47 Dywizji Strzelców, a maszerująca przed nią 1 Brygada Jazdy rozbiła pod Jampolem kolejne oddziały 47 DS. Następnego dnia 1 BJ zniosła, wraz z 36 pułkiem piechoty, ubezpieczenie tylne 47 DS pod Lechowcami, a 23 września stoczyła ciężki bój z kolumnami 24 i 47 DS oraz Baszkirskiej BK, dążącymi do Zasławia.
W tym czasie skorygowano kierunek pościgu 5 Dywizji Piechoty. Otrzymała ona zadanie zdobyć Teofilpol, a wspólnie z 12 Dywizją Piechoty opanować Bazylię. 12 DP miała też utrzymywać łączność współdziałania z Armią URL. W Szumsku w odwodzie armii pozostawała 6 Dywizja, a 4 DP skierowano do dyspozycji Naczelnego Wodza. Również Armia URL odnotowała sukcesy. Uchwyciła ona rubież Kamieniec Podolski–Jarmolińce–Płoskirów.

## Reorganizacja wojsk polskich nad Horyniem
Po rozwiązaniu 3 Armii na Wołyniu, zreorganizowana została również 6 Armia. Z pozostałych po 3 Armii jednostek: 13 Dywizji Piechoty, 7 Dywizji Piechoty, Dońskiej Brygady Kawalerii i Korpusu Jazdy oraz 9 i 14 eskadry lotniczej i jednostek etapowych, utworzona została Wołyńska Grupa Operacyjna pod dowództwem gen. Władysława Jędrzejewskiego. Do składu Południowej Grupy Operacyjnej gen. Franciszka Latinika dołączono 5 i 6 Dywizję Piechoty. Przejęła ona pas działania „dawnej” GO gen. Jędrzejewskiego. Stanowisko dowodzenia gen. Jędrzejewskiego rozmieszczono w Łucku, a SD gen. Latinika w Tarnopolu. Rozwiązano też grupę operacyjną gen. Adama Nowotnego, a dowodzona przez niego 13 Dywizja Piechoty, wraz z Korpusem Jazdy płk. Rómmla, stworzyła „podgrupę gen. Nowotnego”.
Ugrupowanie bojowe „nowej” 6 Armii przedstawiało się następująco: na północy rozmieszczona była Wołyńska Grupa Operacyjna, a na jej lewym skrzydle, na odcinku od Dąbrownicy do Berezna, operowała 7 Dywizja Piechoty. Korpus Jazdy skoncentrował się na północ od Aleksandrii, a 13 DP rozwinęła się od Aleksandrii do Ostroga i dalej jedną brygadą do Zasławia i Szepetówki. W tym miejscu przebiegała linia rozgraniczenia z Południową GO gen. Latinika. Na styku obu grup w rejonie Szepetówki operowała 1 Brygada Jazdy płk. Janusza Głuchowskiego, dalej na południe, w rejonie Zasławia, 8 Dywizja Piechoty płk. Burhardta Bukackiego, a w rejonie Teofilpola – 5 Dywizja Piechoty  gen. Szymańskiego. Południowe skrzydło GO gem Latinika stanowiła  rozmieszczona na południe od Bazalii 12 Dywizja Piechoty płk. Januszajtisa. Z polską 12 Dywizją Piechoty sąsiadowały na południu jednostki Armii Czynnej URL. Jej przedni skraj zaczynał się na wysokości Płoskirowa i biegł przez Jarmolińce do Kamieńca Podolskiego i dalej do Dniestru. Odwód 6 Armii stanowiła rozmieszczona w Radziwiłłowie Kubańska Brygada Kawalerii i 6 Dywizja Piechoty stacjonująca w Szumsku.

## Działania na wschód od Horynia
Działania wojsk polskich na rubieży Horynia i Zbrucza polegały na stosowaniu zasad obrony aktywnej. Każda dywizja większość swoich sił koncentrowała w wyznaczonym rejonie, a określone pododdziały prowadziły działania rozpoznawcze i patrolowe na odległość około 30 km wzdłuż frontu i w stronę przeciwnika. Niezależnie od rozproszonych, często przypadkowych potyczek istniało kilka kierunków operacyjnych, na których prowadzono działania większymi siłami. W sferze zainteresowania Wołyńskiej Grupy Operacyjnej były to kierunki: Sarny–Olewsk–Korosteń i drugi Równe - Korzec–Zwiahel, z odchyleniem także na Korosteń. Działania na tych kierunkach prowadziła 7. i 13 DP oraz Korpus Jazdy płk. Rómmla, z zamiarem przesunięcia pozycji polskiej za Słucz. Chodziło o uzyskania pasa przestrzeni osłaniającej od wschodu linię kolejową Wilno–Baranówicze–Łuniniec–Sarny–Równe. Przed frontem GO Południowej kierunek operacyjny wyznaczały miejscowości Ostróg–Połonne–Miropol–Berdyczów z odchyleniem na Lubar oraz kierunek Teofilpol–Starokonstantynów–Stara Sieniawa. Oba kierunki wyprowadzały na rejony sowieckiej koncentracji. Na styku z Armią URL utworzył się pas współdziałania, ciągnący się na Płoskirów–Latyczów–Deraźnię, na którym działała grupa płk. Januszajtisa, z zadaniem wspierania południowego sąsiada.

### Boje i potyczki
25 września 25 pułk piechoty mjr. Józefa Jaklicza sforsował Horyń, uchwycił przyczółek i przygotował uderzenie na Sarny, które to po ciężkich walkach z udziałem całej grupy płk. Józefa Olszyny-Wilczyńskiego opanowano 28 września.
Z Sarn rozpoczęła się akcja oddziału wypadowego 7 Dywizji Piechoty na Rokitno i Olewsk, zakończona zdobyciem miasta.
Zajęcie 18 września Równego stworzyło dla 13 Dywizji Piechoty i Korpusu Jazdy możliwości prowadzenia działań na Dubno, Krzemieniec i Ostróg. Wypychanie sił rosyjskich z zakola Horynia na wschód od Równego oraz z obszarów między Horyniem i Słuczą odbywało się poprzez toczenie drobnych bojów i potyczek. Były to między innymi boje pod Bereżną, Lasopolem, Tuczynem, Kostopolem, Międzyrzeczem, Wielhowem, Hoszczą i Annopolem. Do większych należy zaliczyć działania na Korzec czy Zwiahel i jego kontynuację: wypad na Rogaczów i bój pod Słobódką k. Czernicy, czy bój 9 BJ pod Czyżówką i 8 BJ pod Iwanówką.
Walki przed frontem Południowej Grupy Operacyjnej cechowała jeszcze mniejsza dynamika działań. Na odpoczynek i uzupełnienie odesłano 1 Brygadę Jazdy. Akcje patrolowe prowadzone pododdziałami piechoty 8 Dywizji i nieliczną kawalerią dywizyjną pozwalały Sowietom bezkolizyjnie wycofać się za Słucz w kierunku na Miropol–Berdyczów. Również przed frontem 5 i 12 DP oddziały sowieckie wycofywały się nie niepokojone przez oddziały polskie w kierunku na Płoskirów i Deraźnię. Polska 5 DP zajęła 27 września Stary Konstantynów, a 12 DP działała na Płoskirów, wspierając wojska ukraińskie, które parły na północny wschód i wschód. Ostatecznie linia styczności wojsk przebiegała: rzeka Uborć, rzeka Słucz, miejscowości Lubar, Ostropol, Stara Sieniawa, Nowokonstantynów, Latyczew, Wołkowice, Bar, Nowa Uszyca.
8 października utworzono grupę taktyczną płk. Żegoty-Januszajtisa w składzie 12 DP i 13 pułk strzelców granicznych z zadaniem obsadzenia i obrony linii Zbrucza. Na 10 października zaplanowano przeprowadzenie zagonu Korpusu Jazdy płk. Rómmla na Korosteń, po czym kawaleria miała obsadzić zachodni brzeg Słuczy w rejonie Zwiahla. Korpus płk. Rómmla rozpoczął marsz na Korosteń 8 października.
Sukces płk. Rómmla i zdobycie Korostenia doprowadziło do podcięcia sieci zaopatrzenia sowieckiego Frontu Południowo-Zachodniego, a akcja ta ułatwiła dalsze działania armii Ukraińskiej Republiki Ludowej. Po wejściu w życie rozejmu ryskiego Wojsko Polskie zajęło wyznaczoną linię na Wołyniu i Podolu.

## Ocena bitwy

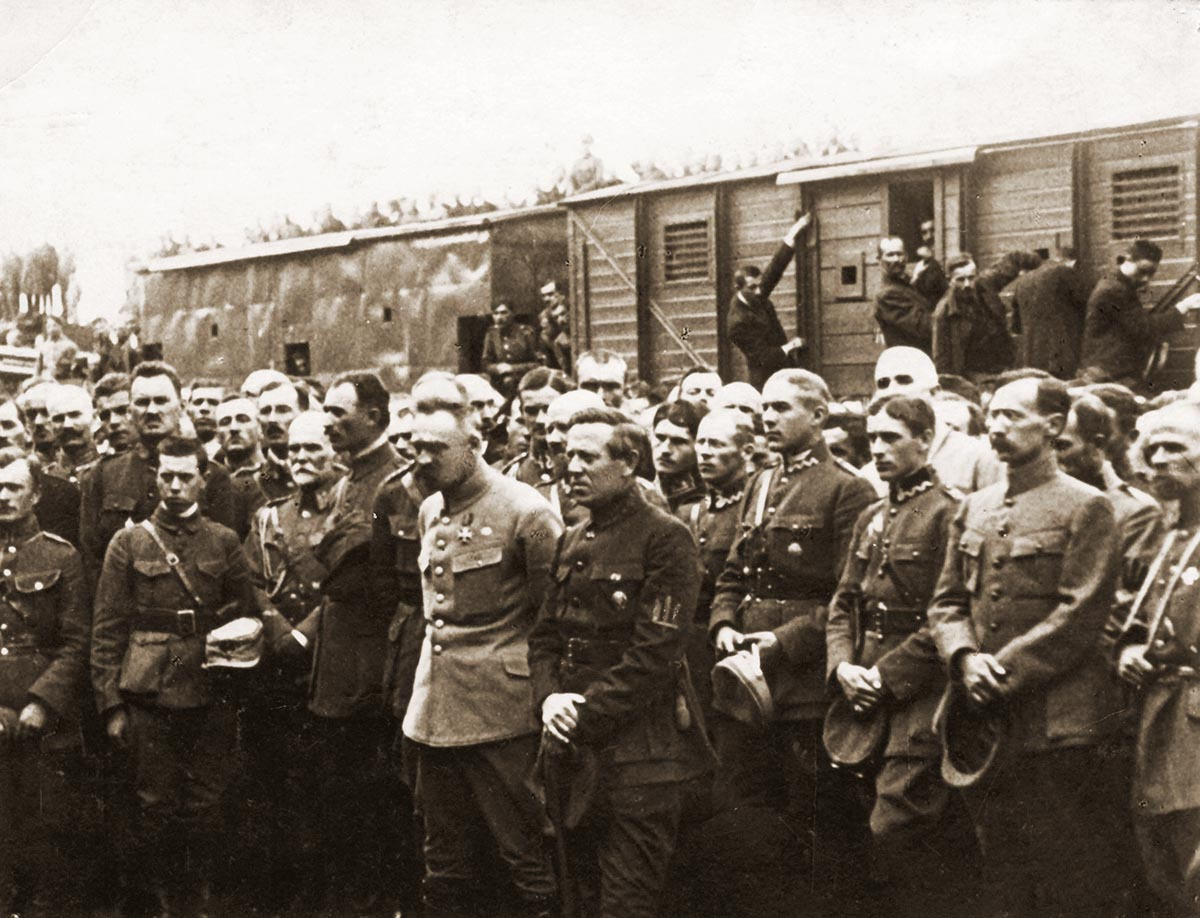
Józef Piłsudski i Symon Petlura z grupą polskich i ukraińskich oficerów; Stanisławów, sierpień 1920

Gen. Marian Kukiel tak ocenia  bitwę wołyńsko-podolską:
Ofensywa przygotowana, przemyślana, pokierowana przez generała Rozwadowskiego, zakończyła się zwycięstwem 3 i 6 Armii polskiej i Armii Czynnej Ukraińskiej Republiki Ludowej nad Frontem Południowo–Zachodnim Armii Czerwonej. W wyniku działań sprzymierzonych wojsk polskich i ukraińskich Sowieci zostali wyparci z Wołynia i Galicji, a linia demarkacyjna, stanowiąca podstawę do wytyczenia granicy państwowej, została zdobyta i obsadzona przez oddziały Wojska Polskiego. Nie spełniono jednak zasadniczego celu bitwy, jakim było pobicie 1 Armii Konnej Budionnego, która odeszła na południe Rosji. Nie udało się też rozbić sowieckich 12 i 14 Armii. Te cofnęły się na linię Korosteń–Żytomierz–Berdyczów–Winnica, spokojnie uzupełniały swoje stany i w kilku kolejnych operacjach pobiły Armię URL i współdziałające z nią jednostki białorosyjskie, przekreślając szanse na dalszą walkę o niepodległość Ukrainy i nadzieje marszałka Józefa Piłsudskiego na zrealizowanie koncepcji federacyjnej.

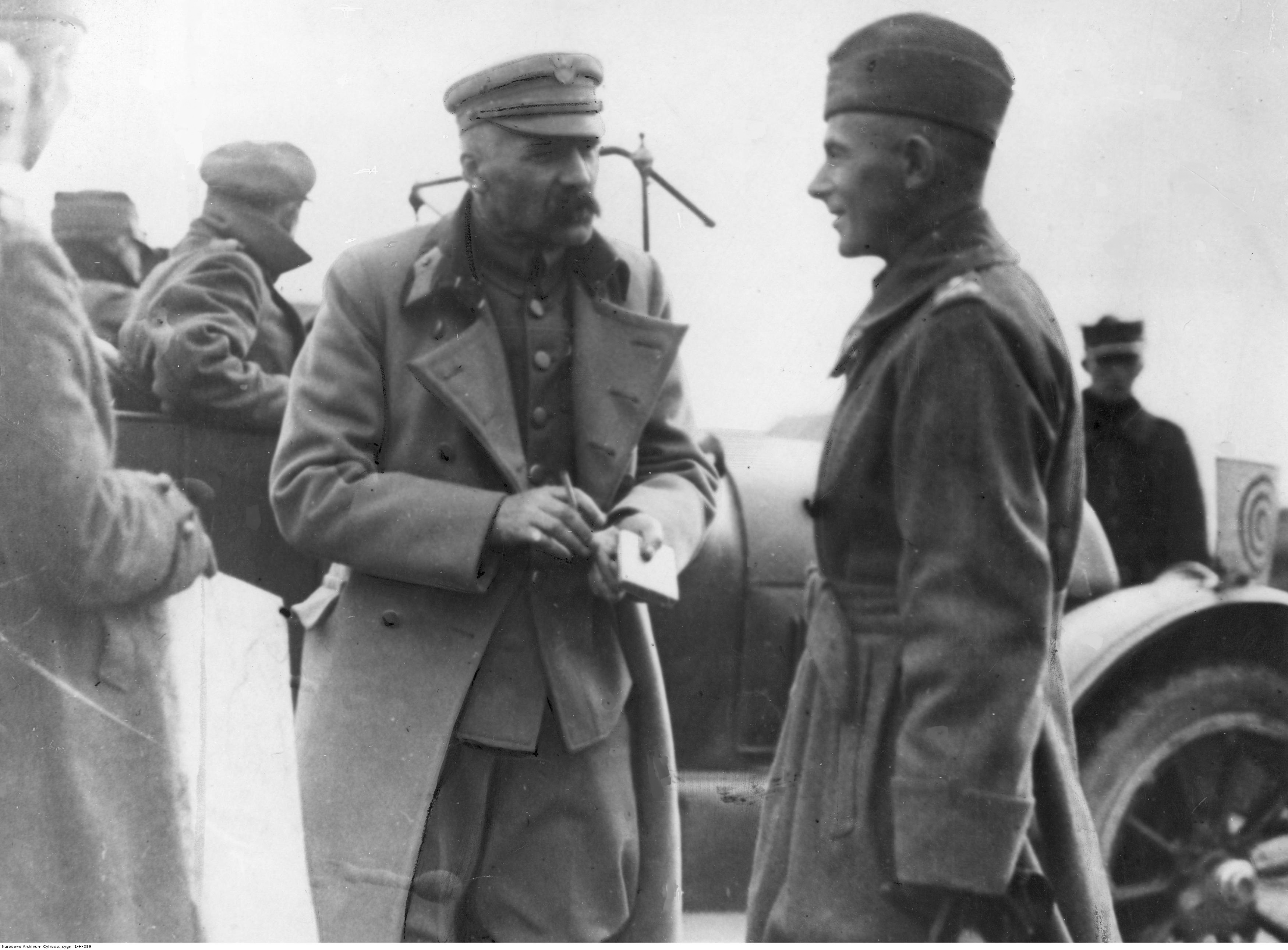
Marszałek Józef Piłsudski w rozmowie z gen Edwardem Śmigłym-Rydzem

3 grudnia 1920, na spotkaniu z oficerami 2 Armii, Marszałek powiedział:
Powinniśmy obecnie ponownie zająć Kijów i Mińsk, aby móc połączyć federacją czy też unią z Polską całą Ukrainę, Białoruś i Litwę. Niestety zrobić tego obecnie nie jestem w stanie. Polska tego nie chce, obce są jej idee jagiellońskie, a ponadto Polska jest bardzo wyczerpana długą wojną, wojsko nasze jest mocno przemęczone... i biedne. Nie, nie możemy tego zadania się podjąć. A w przemówieniu wygłoszonym w Wilnie 24 kwietnia 1923 mówił: Armia bolszewicka była wtedy doszczętnie rozbita na całej linii frontu, że nie miałem żadnej przeszkody w tym, aby sięgnąć tak daleko dokąd bym zechciał. To co mnie powstrzymywało, to był brak moralnej siły w narodzie.
Straty polskie we wrześniu i październiku to: poległych w boju 800–1000, zmarłych z ran 250–350, zmarłych z chorób około 800, zginęło w wypadkach około 30, zmarło lub zginęło z innych powodów ok. 130. Razem stanowi to około 2250 żołnierzy.
| Boje i potyczki bitwy wołyńsko-podolskiej | Boje i potyczki bitwy wołyńsko-podolskiej | Boje i potyczki bitwy wołyńsko-podolskiej | Boje i potyczki bitwy wołyńsko-podolskiej |
| Data                                      | Miejsce                                   | Oddziały polskie                          | oddziały sowieckie                        |
| ----------------------------------------- | ----------------------------------------- | ----------------------------------------- | ----------------------------------------- |
| 11–13 września                            | Kowel                                     | 3 A; Grupa mjr. Bochenka                  | 12 Armia                                  |
| 11–13 września                            | Sokal II                                  | 3 A; 10 DP; 30 i 31 pp                    | 24 Dywizja Strzelców                      |
| 13–14 września                            | Halicz                                    | 6A; 8 DP; 21 pułk piechoty                | 345 ps                                    |
| 13 września                               | Lackie Wielkie                            | 6 A; 6 DP; trzy kompanie 12 pp            | 421 ps                                    |
| 14–15 września                            | Fraga                                     | 6A; 12 DP; 51 pułk piechoty               | 123 BS                                    |
| 15 września                               | Stochód                                   | 3A; grupa zmotoryzowana 18 DP             | 12 Armia                                  |
| 16–17 września                            | Letczany                                  | 3 A; KJ; 2 Dywizja Jazdy                  | 3 Brygada 14 DK                           |
| 17 września                               | Klewań                                    | 3A; 2 DJ; 8 Brygada Jazdy                 | 1 AK; 4 DK                                |
| 18 września                               | Zubkowicze                                | 3 A; 1 DJ; 7 BJ; 9 pułk ułanów            | 25 Dywizja Strzelców                      |
| 21 września                               | Jampol                                    | 6 A; 1 BJ; 11 pułk ułanów                 | 47 Dywizja Strzelców                      |
| 22 września                               | Hulowce                                   | 6 A; 8 DP; 36 pułk piechoty               | 70 BS                                     |
| 23 września                               | Zasław                                    | 6 A; 8 DP; 1 Brygada Jazdy                | 24, 47 DS i Baszk. BK                     |
| 25 września                               | Nulczyn                                   | 3A; KJ; 2 DJ; 9 BJ;1 p. szwol.            | oddziały ACz                              |
| 26 września                               | Korzec III                                | 3 A; KJ; 2 Dywizja Jazdy                  | brygada 44 DS                             |
| 26–28 września                            | Sarny                                     | 6 A; 7 DP; 25 pułk piechoty               | oddziały ACz                              |
| 1 października                            | Czyżówka                                  | 6A; KJ; 2 DJ; 8 BJ; 2 i 108 p.uł.         | oddziały ACz                              |
| 1 października                            | Rohaczów                                  | 6 A; KJ, 2 DJ; 9 BJ; 1 i 201 p szwol.     | 44 Dywizja Strzelców                      |
| 8–12 października                         | Korosteń                                  | Korpus Jazdy płk. Rómmla                  | oddziały ACz                              |
| 11–12 października                        | Rudnia Baranowska                         | 6 A; KJ; 2 DJ; 8 BJ; 2 i 108 p.uł.        | 7 Dywizja Strzelców                       |
| 16 października                           | Teplenica                                 | 6 A; 7 DP; 26 pułk piechoty               | oddziały ACz                              |